# Balladen om Carl-Henning
Balladen om Carl-Henning é um filme de drama dinamarquês de 1969 dirigido e escrito por Sven e Lene Grønlykke. Foi selecionado como representante da Dinamarca à edição do Oscar 1970, organizada pela Academia de Artes e Ciências Cinematográficas.

## Elenco
- Jesper Klein - Carl-Henning
- Paul Hüttel - Poul
- Inge Baaring - Pouls forlovede
- Edith Thrane - Carl-Hennings mor
- Ejnar Larsen - Carl-Hennings far
- Mime Fønss - Pouls mor
- Preben Borggaard - Pouls far
- John Wittig - Mejeribestyreren
- Kai Christoffersen - Fede Kai
- Suzzie Müllertz - Højskolepige
- Birgitte Rasmussen - Nancy